# 江橋照雄
江橋 照雄（えばし てるお、1932年5月16日 - 1999年6月13日）は、小学校教諭。元全国幼稚園長会会長で、道徳読本「手品師」の作者。第一人者として道徳教育における役割演技の重要性を訴えた。
1932年、東京都に生まれ、1955年、東京学芸大学を卒業した。その後、小学校教諭、校長職を歴任し、玉川大学講師となった。
娘は、元山形放送アナウンサーの江橋摩美。

## 著書一覧
- 『道徳指導入門』明治図書出版＜新任教員研修双書＞11  - 荒木徳也との共著
- 『授業が生きる役割演技』明治図書出版＜道徳教育全書＞13、1992年 ISBN 9784184809062
- 『子どもが生き生きと取り組む役割演技ハンドブック』明治図書出版＜新しい道徳授業づくりへの提唱＞5、1996年 ISBN 9784186776058